# David Neuberger, Baron Neuberger of Abbotsbury

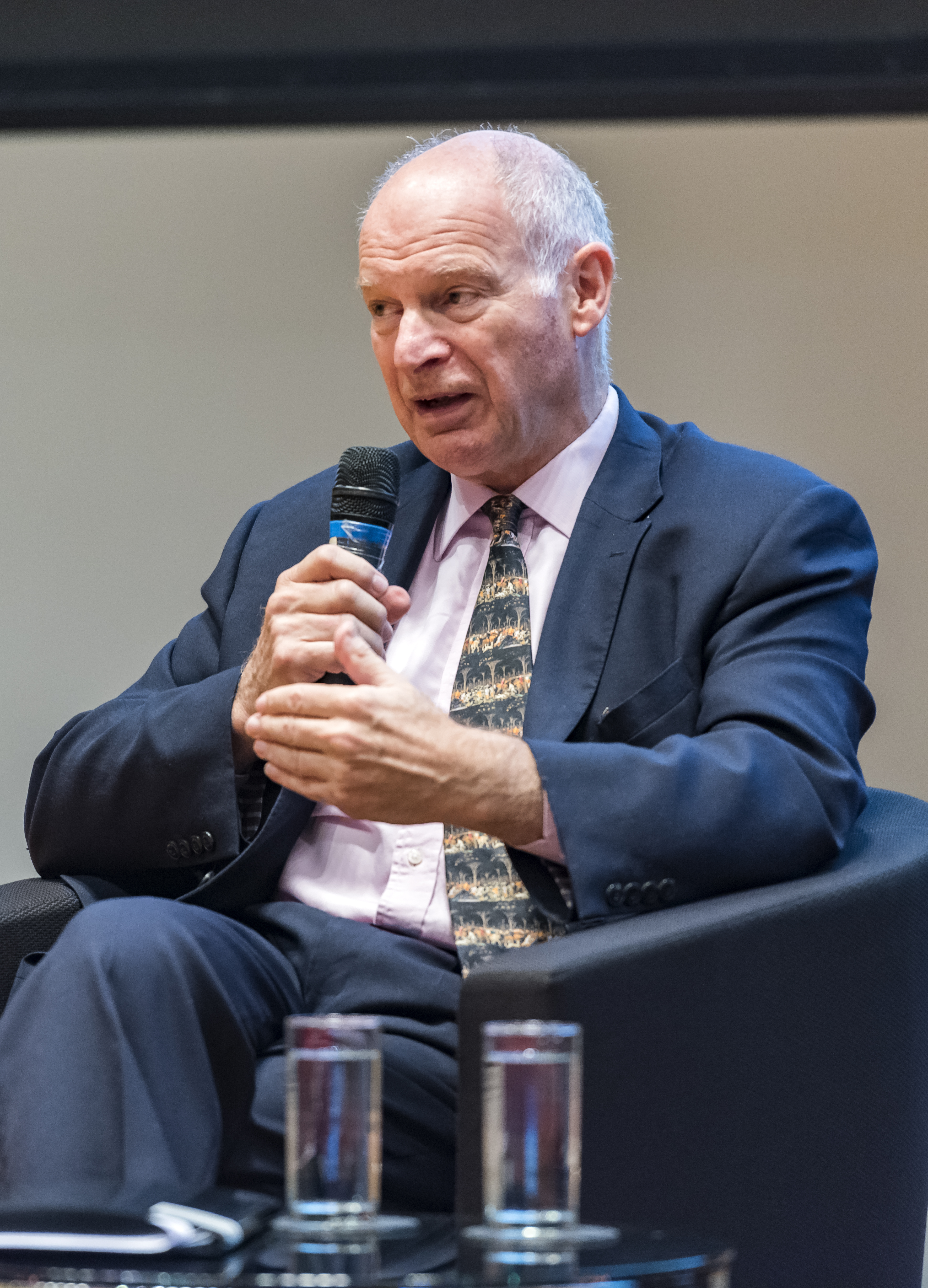
David Neuberger (2016)

David Edmond Neuberger, Baron Neuberger of Abbotsbury, PC ([ˈdeɪvɪd ˈnjuːbɜːrɡər]; * 10. Januar 1948 in London) ist ein britischer Rechtsanwalt. Er war von 2009 bis 2012 Master of the Rolls, der zweithöchste Richter von England und Wales und zuvor ein Lord of Appeal in Ordinary. Von 2012 bis 2017 war er Präsident des Obersten Gerichtshofs des Vereinigten Königreichs.

## Familie
Neuberger ist deutsch-jüdischer Herkunft. Er ist der Sohn von Albert Neuberger, Professor für chemische Pathologie am St Mary’s Hospital der University of London, und dessen Frau Lilian. Sein Onkel war der Rabbiner Herman N. Neuberger. Neubergers Brüder schlugen die wissenschaftliche Laufbahn ein. James ist Professor für Medizin an der University of Birmingham, Michael war Professor für Molekulare Immunologie an der University of Cambridge und Anthony ist Professor für Finanzen an der Warwick Business School der University of Warwick.
Neuberger heiratete 1976 Angela Holdsworth, eine Fernsehproduzentin und Autorin. Sie haben drei Kinder, eine Tochter und zwei Söhne, die alle Rechtsanwälte (Solicitors) sind.

## Leben
David Neuberger besuchte die private Westminster School der Westminster Abbey und studierte Chemie am Christ-Church-College der University of Oxford. Nach seiner Graduierung arbeitete er von 1970 bis 1973 bei der Handelsbank N M Rothschild & Sons.
1974 wurde Neuberger von der Anwaltskammer Lincoln’s Inn zugelassen. 1993 wurde er beisitzender Richter (Bencher) und 1987 Kronanwalt. Von 1990 bis 1996 war er Recorder, anschließend wurde er Richter bei der Chancery Division und es folgte die Ernennung zum Knight Bachelor. 2001 wurde er Supervisory Chancery Judge von Midland, Wales und Chester sowie von den Western Circuits. Dieses Amt behielt er bis 2004, als er zum Lord Justice of Appeal befördert und Mitglied des Privy Council wurde.
Er war von 2004 bis 2007 einer der Leiter (Joint Head) der Falcon chambers. Von 2006 bis 2007 leitete er eine Untersuchung für die Zugangsvoraussetzungen zur Kammer. Er gehörte auch dem Panel on Fair Access to the Professions an, welches vom früheren Gesundheitsminister Alan Milburn geleitet wurde.

## Mitgliedschaft imHouse of Lords
Am 11. Januar 2007 wurde er Nachfolger von Donald Nicholls, Baron Nicholls of Birkenhead als Lord of Appeal in Ordinary und wurde zum Life Peer als Baron Neuberger of Abbotsbury, of Abbotsbury in the County of Dorset, ernannt und am 15. Januar 2007 zwischen Thomas Henry Bingham und seiner Schwägerin Julia Neuberger offiziell ins House of Lords eingeführt.
Sein Aufstieg an den Court of Appeal und ins House of Lords ist einer der schnellsten der jüngsten Zeit.
Obwohl Patrick Devlin, Baron Devlin bei seiner Ernennung 1960 im Alter von 55 Jahren noch jünger war, war Neuberger dagegen der jüngste derzeitige Law Lord.
An Sitzungstagen war er vereinzelt anwesend, meldete sich nie zu Wort und nahm an einer einzigen Abstimmung teil.
Am 23. Juli 2009 wurde angekündigt, dass er zum Master of the Rolls ernannt werden wird, als Nachfolger von Anthony Clarke, Baron Clarke of Stone-cum-Ebony, der einer der Gründungsrichter des Supreme Courts wurde. Diese Ernennung wurde zum 1. Oktober 2009 gültig. Als Senior Lord ist er seit 2009 von der Beteiligung ausgeschlossen.
Im Mai 2010 gab Neuberger eine kontroverse Minderheitsentscheidung bekannt, dass die Gewerkschaft Unite nicht mit den Abstimmungsregeln gemäß der Gesetzgebung zu Gewerkschaften in Einklang steht. Im Juli 2010 entschied er, dass Friedensaktivisten im Parliament Square geräumt werden müssen, nachdem sie in der Berufung unterlegen waren.

## Weitere Ämter und Ehrungen
1997 wurde Neuberger Vorsitzender (Chairman) des Advisory Committee on Spoilation of Art during the Holocaust und 2003 Vorsitzender (Chairman) der Schizophrenia Trust. 2000 wurde er Direktor (Governor) der University of the Arts London. Seit 2009 ist er Beirat (Advisory Council) des Nationalarchivs und der Magna Carta Trust.
2008 wurde Neuberger Ehrenmitglied der Royal Institution of Chartered Surveyors, 2017 wurde er in die Royal Society gewählt.